# Ablepharie
Mit Ablepharie (gr. a- „kein- / un-“ und blépharon „Augenlid“) wird ein teilweises oder vollständiges Fehlen eines Augenlides bezeichnet. Der Defekt kann angeboren oder erworben sein. Eine angeborene Ablepharie kommt beispielsweise beim Ablepharon-Makrostomie-Syndrom (AMS) vor. Erworbene Ursachen sind gut- oder bösartige Tumoren, mechanische Verletzungen, Verätzungen oder Verbrennungen.